# ルシヨン (ヴォクリューズ県)
ルシヨン （Roussillon、オック語:Rossilhon/Rossihoun）は、フランス、プロヴァンス＝アルプ＝コート・ダジュール地域圏、ヴォクリューズ県の小さなコミューン。そそり立つ黄土の岩肌の上に村がある風景で知られている。フランスの最も美しい村に選ばれている。1942年から1945年まで、ナチス・ドイツに追われる身であったサミュエル・ベケットが潜伏していた。

## 地理

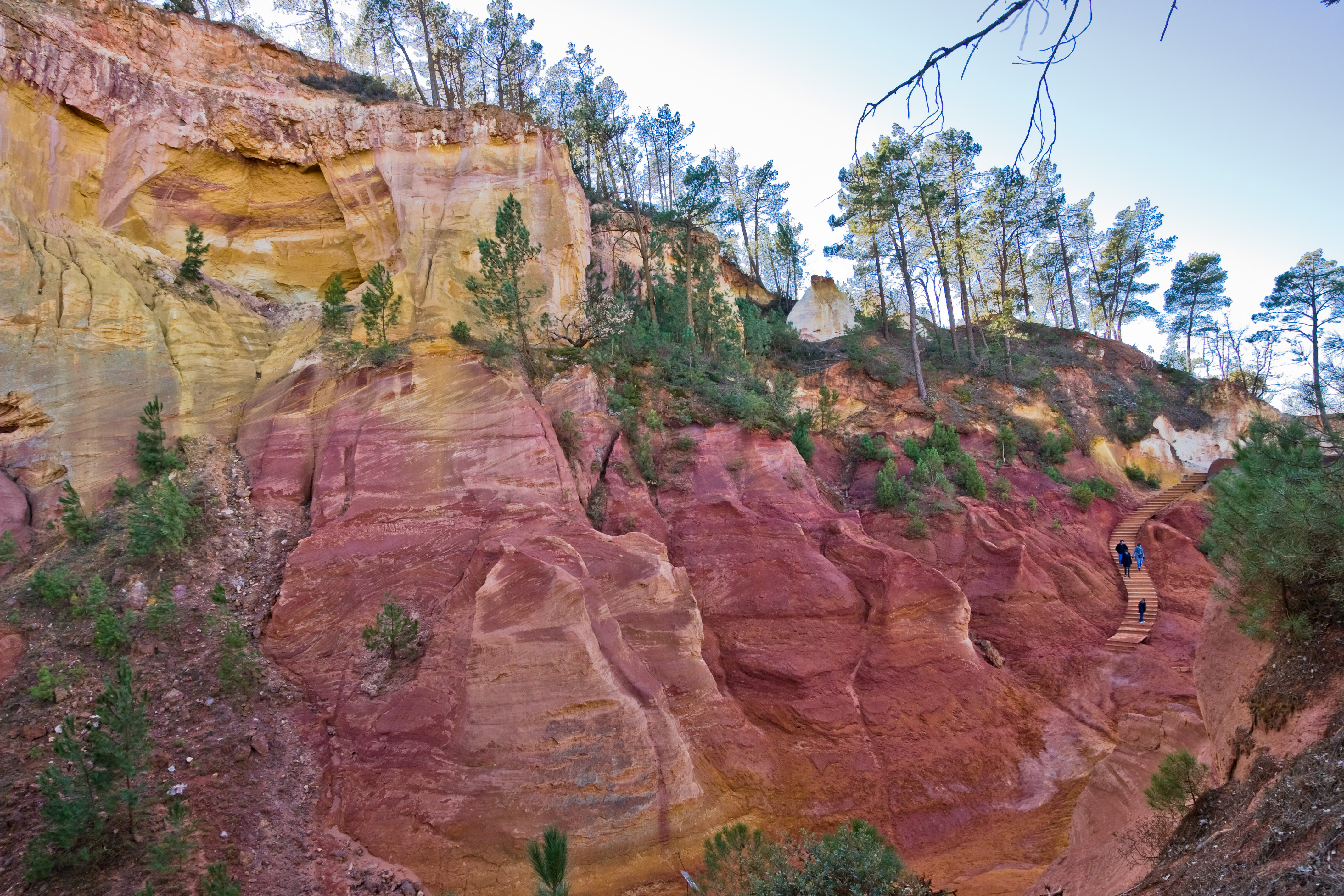
ルシヨンの典型的な黄土

リュベロン谷の北側に位置する。北をジュカス、サン＝サトゥルナン＝レ＝アプト、西をゴルド、ゴルト、東をガルガス、南をボンニューの各コミューン、そして国道100号線と接している。
アヴィニョンまでTGVで移動。アヴィニョンのバス・ターミナルからアプト行きに乗って約1時間20分。

### 地質
ルシヨンは黄土が豊富で、かつては数多くの採掘場があった。黄土の奇岩は、ほとんどがかつて人の手で削られてできたものである。

### 水界水理
2つの小川が流れており、コミューンの北にあるイメルグ川と、東の端にあるウルバヌ川が重要である。しかしながら四季に応じて他の川も流れる。これは土地固有の起伏がつくられたことが関与している。

### 植生
アレッポマツ、フランス海岸マツ、ヨーロッパアカマツがとりわけこの地方に生えている。高原に到達すると今ではシロカシとウバメガシといった別種が生えている。まれにギンドロが生えている（マルセイユへの道がある谷の下）。

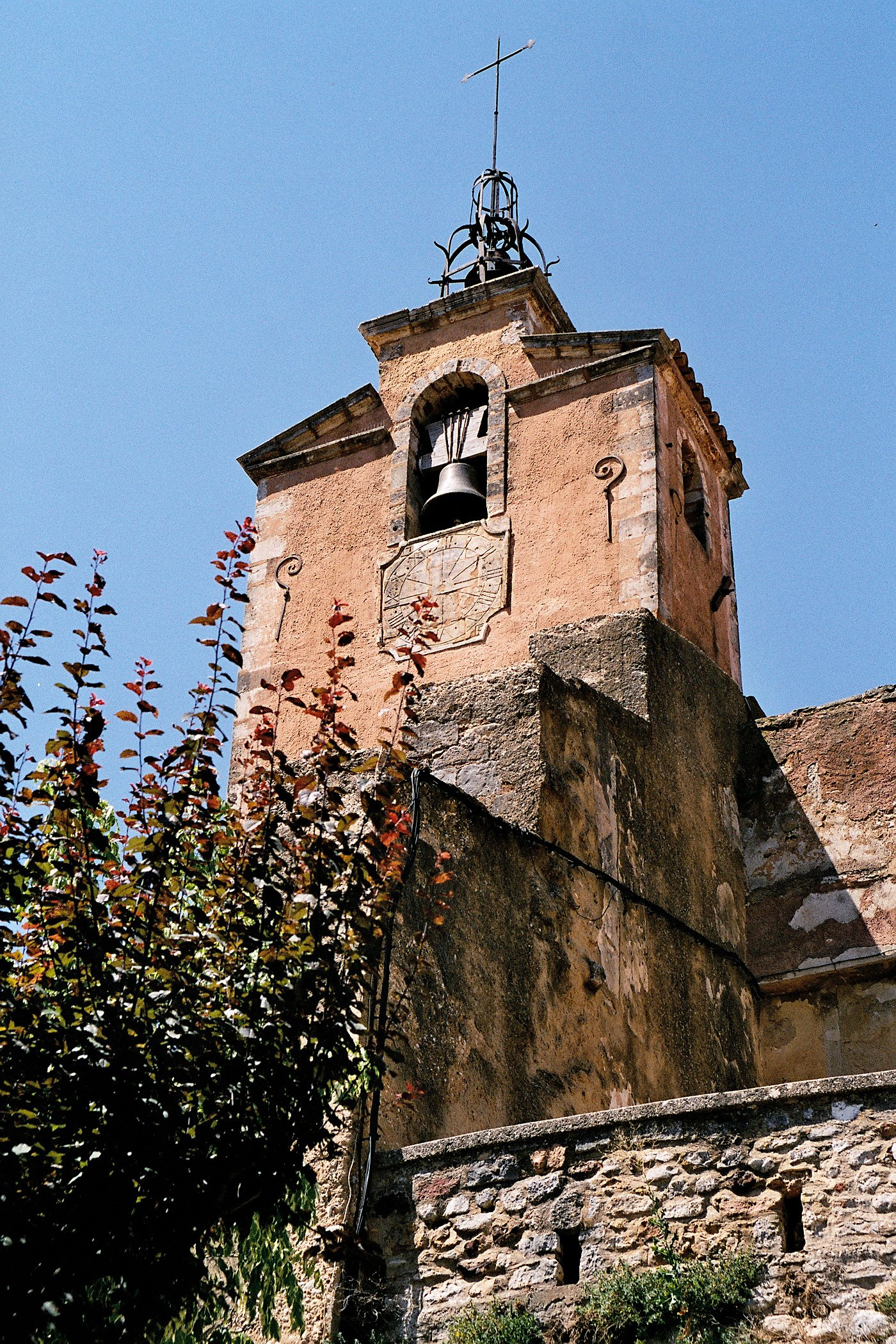
教会の鐘楼

伝統として、ブドウと穀物も生産されている。

## 歴史
ルシヨンという地名は、接尾詞の-one が、ラテン語の人名ルスキリウス（Ruscilius、またはRoscilius、場合によってはRusticelius）についた形態をとり、創設者の名を冠したガロ＝ロマン人の領域であったことを示している。
時には、古フランス語のrossel（Roseau、葦）から派生したともみなされる。
987年、ルシヨンにはカストルムがあった。
989年にはロッシッリョーヌ（Rossillione）と呼ばれた。
アグー家、ヴァン家、さらにフランス革命までイル家が領主となった。
シャルル9世は、フランス遠征（fr、1564年-1566年）の際に村を通過した。この時には、アンジュー公アンリ（のちのアンリ3世）、アンリ・ド・ナヴァール、ブルボン枢機卿シャルル、ロレーヌ枢機卿シャルルら廷臣を連れていた。
この時代のコミューンの経済活動は土壌の恵み、すなわち黄土を中心としたものだった。
18世紀、需要の増加と共に、織物業の鍛錬と現代化、そして技術の多様性と現代化が見られるようになった。そして染色の需要、黄土の開発にもルシヨンの強さが増した。黄土から黄色、赤といった顔料が作られ、これらの職業と工場はいくつものコミューンに広がって分散した。ルシヨンに加え、ヴィラール（fr）、ガルガス（fr）、リュストレル（fr）、ギニャック（fr）が知られるようになった。
20世紀、採掘を現代化する方法がとられた。採算がとれる鉱脈を見いだし、徐々に鉱山全てを閉鎖していくことが可能だった。化学材料で顔料を安く大量生産できるようになったことからルシヨンでの黄土発掘は次第に衰退し、始まって80年で、観光は鉱業と替わって主要な産業になった。

## 経済
観光業がルシヨン第一の産業である。ホテル、宿泊所、シャンブル・ドット（民宿）、キャンプ場、乗馬センターがある。また、農業も行われている（ブドウ、果物、キノコなど）。いくつもの地ワインで知られ、AOCワインのコート＝デュ＝ヴァントー（"Côtes-du-Ventoux"）が生産されている。.

## 見どころ
ルシヨンはゴルドの次に、リュベロン山地（fr）で2番目の『フランスの最も美しい村』に選ばれた。そのさらに良いルシヨンを発見する方法は、東から日に照らされる朝にサン＝サトゥルナン＝レ＝アプトから出発するルートである。その眺めは魔法のようであり、村は険しい丘の頂上から現れる。その赤い色合いは太陽に照らされてより鮮明となる。グルトからのルートでは、黄土の中に含まれる赤い要素が松林の真ん中で薄くなる。いくつもの駐車場が、コミューンのはずれで許可されている（村の中心部では自動車の数が制限されているため）。
村の中心は村の頂上にあたり、アート・ギャラリー、地元の生産物を売る店、17世紀から18世紀に建てられた可愛らしい家が立ち並ぶ。ルシヨンの家は、総じて赤からオレンジ色である。これは、漆喰に地元の顔料を混ぜて塗っているからである。上の方には、17世紀の美しいファサードがあるサン＝ミシェル教会がたつ。展望台からは崖を見下ろす180度の壮大なパノラマが楽しめる。
観光客が豊富なルシヨンの黄土を計ることが許され、その黄土専門学校が夏期の間一般に開かれる。
市場（冬は品数が少ないが、夏は豊富である）が毎週木曜日朝に開かれる。

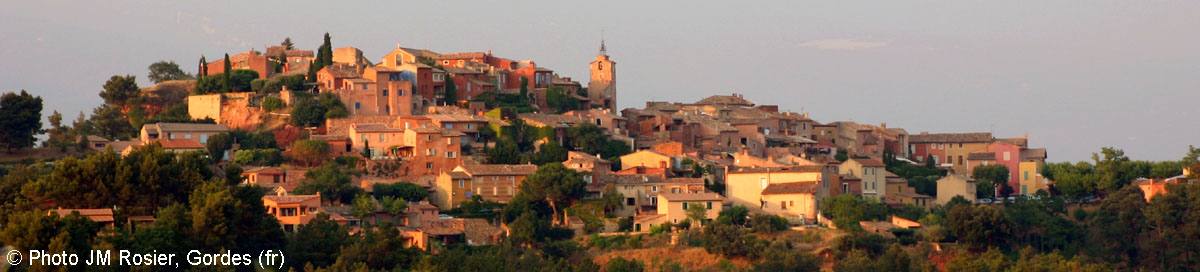
朝日を浴びるルシヨン